# 鄭楷
鄭 楷（てい かい、チン・カイ、ベトナム語：Trịnh Khải / 鄭楷、景興24年9月4日（1763年10月10日） - 景興47年6月28日（1786年7月23日））は、後黎朝大越の権臣、東京鄭氏の第12代当主。『大越史記全書続編』では鄭 棕（チン・トン、ベトナム語：Trịnh Tông / 鄭棕）と記される。

## 生涯
靖都王鄭森とその継室楊氏玉歓の間に長男として生まれ、景興28年（1767年）に世子に立てられた。しかし晩年の鄭森は愛妾・鄧氏恵の讒言を信じて景興41年（1780年）に鄭棕を廃嫡し、鄧氏恵が産んだ弟の鄭檊を冊立した。
景興43年（1782年）9月に鄭森が死去すると、鄭檊が跡を継いだ。11月、楊氏玉歓の支持を得た阮朋は三府兵を率いて輔政の暉郡公黄廷宝を殺害し、鄭棕を擁立した（三府軍の乱）。鄭棕は名前を鄭楷に改め、朝廷から端南王に封じられた。鄭楷は鄭森に殺された廃太子黎維禕の子女を釈放し、その子の黎維祁を皇帝顕宗の皇太孫に据えて人々の賞賛を得た。
景興47年（1786年）、西山朝の阮恵が、鄭森死後の混乱に乗じる形で「黎氏を蔑ろにする鄭氏を撃滅する」との名分を掲げ、武文任・阮有整の率いる軍が北河へ侵攻してきた。敗北した鄭楷は昇龍を脱出して山西へ逃れたが、安朗で農民の阮荘に捕えられて西山軍に引き渡された。敵の虜囚となったことを恥辱と感じた鄭楷は、昇龍へ連行される途中で自刃した。
死後、従叔の晏都王鄭槰（鄭杠の次男）によって霊王と諡された。